# Warner Bros. Discovery
 (транскр.  Ворнер брос дискавери) амерички је конгломерат са седиштем у Њујорку. Основан је 8. априла 2022. године, када су спојени WarnerMedia и Discovery, Inc.
Имовина предузећа подељена је на девет пословних јединица, укључујући водећи Warner Bros., Home Box Office, Inc. (који чине , Cinemax и Magnolia Network), CNN, U.S. Networks (који обухвата телевизије као што су Animal Planet, TLC, HGTV, TBS, TNT и TruTV), удео у радиодифузној мрежи The CW (други део држи Paramount Global), Sports (који чине , TNT Sports и Motor Trend), Global Streaming & Interactive Entertainment (који чине услуге стриминга Discovery+ и HBO Max, као и издавач видео-игара Warner Bros. Interactive Entertainment) и International Networks. Такође је власник издавача стрипова DC Comics.

## Пословање у Србији
има две канцеларије у Србији. Прва управља локализованим каналима Cartoon Network, Cinemax, Cinemax 2, HBO, HBO 2 и HBO 3. Cartoon Network се емитује из Лондона, за шта је задужена испостава предузећа Turner Broadcasting System. Последњих пет канала емитују се из Београда. Поред тога, услуга стриминга под називом HBO Max доступна је на српском, а најпопуларнија је услуга ове врсте у региону. Канали којима управља друга канцеларија су Discovery Channel, Animal Planet, , , , , , HGTV, TLC, Travel Channel и ID.